# Spiaggia della Concha
La spiaggia della Concha (in spagnolo playa de La Concha, in basco Kontxa) è situata nella baia della Concha a San Sebastian, in Spagna. È una spiaggia di sabbia lunga 1 350 m. e larga 40. Sul lungomare si trova anche il casinò della città. Il nome significa conchiglia ed è dovuto alla forma della baia con al centro l'isola di Santa Clara (in basco Santa Klara uhartea) che nel complesso, vista dall'alto ricorda appunto una conchiglia con una perla.

La spiaggia è stata eletta tra i dodici tesori di Spagna e considerata come una delle più belle spiagge d'Europa. La spiaggia della Concha è una meravigliosa spiaggia proprio vicina al centro di San Sebastian. Nonostante sia molto affollata, vale la pena visitarla poiché è ritenuta fra le più belle d’Europa: non per niente agli inizi dell’Ottocento era il luogo preferito dalla Regina Isabella per le sue vacanze. Il lungomare Paseo de la Concha offre una rilassante passeggiata ed una varietà di caffè e bar dove bere o mangiare qualcosa.